# Neotamias cinereicollis
A tâmia-de-colarinho-cinza (Neotamias cinereicollis) é uma espécie de roedor da família Sciuridae. É endémico do Arizona e Novo México nos Estados Unidos.